# Pacto da Granja
O Pacto da Granja foi um acordo político realizado no âmbito da preparação para as eleições legislativas portuguesas de 1878. Foi firmado a 7 de Setembro de 1876 entre as lideranças dos dois grandes partidos da esquerda parlamentar de então, o Partido Histórico e o Partido Reformista, os quais se fundiram formando o novo Partido Progressista, sob a liderança de Anselmo José Braamcamp. Esta união visava fazer frente à primazia de que até então gozara o Partido Regenerador encabeçado por Fontes Pereira de Melo. 
O acordo recebeu a denominação de Pacto da Granja por ter sido celebrado na Praia da Granja, uma estância de veraneio então na moda, situada na actual vila de São Félix da Marinha, concelho de Gaia. Da banda do Partido Reformista, o pacto foi assinado por D. António Alves Martins, ao passo que pela banda do Partido Histórico, foi assinado por Anselmo José Braamcap.
Os membros dos partidos que subscreveram este pacto passaram a ser conhecidos como os «granjolas».